# Пи (филм)
Пи је амерички научно-фантастични трилер, нискобуџетног профила, из 1998. године, за који је написао сценарио и режирао га Дарен Аронофски. Снимљен је у црно-белој техници, без специјалних ефеката.

## Радња
Макс Коен је опсесивно-компулзивни, параноични математичар који уз помоћ свог рачунара покушава да пронађе обрасце и законитости потребне за разумевање функционисања природе, универзума, а чак и берзе. Макс живи сам и изразито је асоцијалан. Доста времена порводи са рачунаром који је сам направио. Филм задире и у психолошко стање главног лика које се мења од релативно нормалног, до параноје и лудила. Његов учитељ и пријатељ Сол покушава да му помогне својим саветима. Он се такође бавио математиком и тражењем шеме на којој се базира све што постоји. Иако изузетно интелигентан, Сол је свој живот потрошио на нешто што није открио. Макс упознаје Ленија, који се такође бави бројевима и покушава да пронађе код који је скривен у књизи. Због своје генијалности Макс је тражен од група и појединаца које желе да извуку информације од њега. За његову наклоност се боре представници једне кабалистичке секте и једна моћна фирма са Вол Стрита. Уз све то он се бори са главобољама и привиђењима које му све више сметају и доводе га до лудила.

## Улоге
| Глумац         | Улога                    |
| -------------- | ------------------------ |
| Шон Гулет      | Максимилијан „Макс“ Коен |
| Марк Марголис  | Сол Робесон              |
| Бен Шенкман    | Лени Мајер               |
| Памела Харт    | Марси Досон              |
| Стивен Перлман | Рабин Коен               |

## Награде
Награда за режију на Санденс фестивалу 1998. године.

## Занимљивости
- Ово је први филм Дарена Аронофског.[3]
- Аронофски је за свој следећи филм, Реквијем за снове, добио буџет од 5.000.000 долара.[4]
- Буџет за снимање филма је износио само 60.000 $ које је редитељ углавном сакупио од фамилије и пријатеља.[3]
- Филмска екипа није обезбедила ни једну дозволу за сцене које су снимане напољу.[3]
- У филму се као математички мотиви појављују: број Пи, Фибоначијев низ, Логаритамска спирала...